# متلازمة

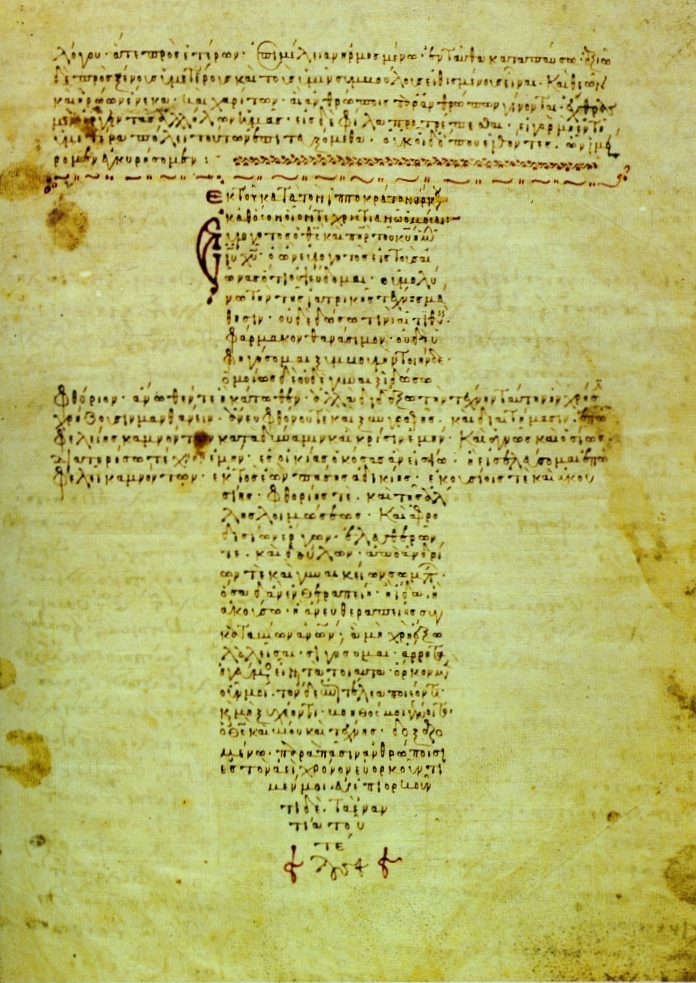

المتلازمة أو تناذر هي مجموعة من العلامات والأعراض الطبية المرتبطة مع بعضها والمتعلقة غالبًا بمرض أو اضطراب معين. الكلمة مشتقة من اليونانية «سيندرومون»، وتعني «تزامن». في بعض الحالات، ترتبط المتلازمة ارتباطًا وثيقًا بالإمراض أو السبب حتى أصبحت الكلمات متلازمة ومرض واضطراب تُستخدم بالتبادل، وخصوصًا المتلازمات الموروثة؛ فمثلًا، متلازمة داون، ومتلازمة وولف-هيرشيرون، ومتلازمة أندرسن-طويل هي اضطرابات معروفة الإمراضية، لذا يُعد كل منها أكثر من مجرد مجموعة من العلامات والأعراض، بصرف النظر عن تسميتها متلازماتٍ. في حالات أخرى، لا تختص المتلازمة بمرض واحد فقط؛ فمثلًا، قد تحدث متلازمة الصدمة التسممية بسبب السموم المختلفة، وقد تحدث المتلازمة أمام الحركية بسبب آفات الدماغ المختلفة، ولا تُعد المتلازمة السابقة للحيض مرضًا، بل هي مجموعة من الأعراض فقط.
في حال الاشتباه بسبب وراثي مستبطن دون معرفته، يمكن الإشارة إلى حالة ما بأنها ترابط جيني (غالبًا ما يُذكر مصطلح «ترابط» فقط في السياق). يشير الترابط بالتعريف إلى ظهور مجموعة العلامات والأعراض في توليفةٍ بصورة متكررة أكثر مما قد تسبّبه الصدفة وحدها.
تُسمى المتلازمات غالبًا على اسم الطبيب أو مجموعة الأطباء الذين اكتشفوها أو الذين وصفوا الصورة السريرية كاملة لأول مرة. إن أسماء المتلازمات المنسوبة إلى اسم علم هي أمثلة على المسامي الطبية. في الآونة الأخيرة، كان هناك تحول نحو شروط التسمية بشكل وصفي (حسب الأعراض أو السبب المستبطن) بدلًا من التسمية المنسوبة، لكن غالبًا ما تبقى أسماء المتلازمات المنسوبة هي المستخدمة بشكل شائع.

## الاستخدام

### الطب العام
يُستخدم في الطب تعريف واسع النطاق للمتلازمة، وهو يصف مجموعة من الأعراض والموجودات دون ربطها بالضرورة مع إمراضية واحدة محددة. يصف التعريف الأدق المستخدم في علم الوراثة الطبية مجموعة فرعية من جميع المتلازمات الطبية.

### الطب النفسي والباثولوجيا النفسية
تُسمى المتلازمات النفسية غالبًا المتلازمات الباثولوجية النفسية (تشير الباثولوجيا النفسية إلى كل من خلل الأداء النفسي الذي يحدث في الاضطرابات النفسية، ودراسة منشأ الاضطرابات النفسية، وتشخيصها، وتطورها، وعلاجها).
في روسيا، تُستخدم تسمية المتلازمات الباثولوجية النفسية في الممارسة السريرية الحديثة وتوصف في أدبيات الطب النفسي بالتفصيل: المتلازمة الوهنية، ومتلازمة الوسواس القهري، والمتلازمات الانفعالية (على سبيل المثال، المتلازمة الهوسية والمتلازمة الاكتئابية)، ومتلازمة وهم كوتارد، والمتلازمة الجامودية، والمتلازمة الفَنَدية، والمتلازمات الوُهامية والهلسية (مثل المتلازمة الزورانية، والمتلازمة الزورانية الهلسية، ومتلازمة كاندينسكي كليرامبو المعروفة أيضًا باسم متلازمة التلقائية النفسية، والهُلاس)، والمتلازمة الازورارية، ومتلازمات الاعتلال النفسي (تشمل كل اضطرابات الشخصية)، ومتلازمات ضبابية الوعي (مثل تغيم الوعي الشفقي، والمتلازمة الهَبَلية المعروفة أيضًا باسم الهبل، والمتلازمة الهذيانية، ومتلازمة الوعي المشدوه، ومتلازمة شبيه الحلم)، والمتلازمة الهستيرية، والمتلازمة العصابية، ومتلازمة كورساكوف، ومتلازمة المُراق (توهم المرض)، والمتلازمة الزّورية، ومتلازمة الاعتلال الحسي، ومتلازمة الاعتلال الدماغي.
من الأمثلة على متلازمات الاضطرابات النفسية المستخدمة في ألمانيا الحديثة: المتلازمة النفسية العضوية، والمتلازمة الاكتئابية، والمتلازمة الزورانية الهلسية، ومتلازمة الوسواس القهري، والمتلازمة الذاتية (اللاإرادية)، ومتلازمة العِداء، والمتلازمة الهوسية، ومتلازمة اللامبالاة.
من المتلازمات الشهيرة أيضًا متلازمة مونخهاوزن، ومتلازمة جانسر، ومتلازمة العجز الناجم عن مضادات الذهان، ومتلازمة المرجعية الشمية.

#### التاريخ
صُنّفت أهم متلازمات الاضطرابات النفسية في ثلاث مجموعات مرتبة حسب شدتها بواسطة الطبيب النفسي الألماني إميل كريبيلن (1856-1926). تشمل المجموعة الأولى الاضطرابات الخفيفة، وتضم خمس متلازمات: الانفعالية، والزورانية، والهستيرية، والهذيانية، والاندفاعية. تتضمن المجموعة الثانية، متوسطة الشدة، متلازمتين: المتلازمة الفصامية ومتلازمة الهلوسة الكلامية. أما الثالثة، فتشمل الاضطرابات الأشد، وتضم ثلاث متلازمات: الصرعية، والتخلف العقلي، والخرف. في عصر كريبيلن، كان يُنظر إلى الصرع على أنه مرض عقلي، واعتبر كارل ياسبرس أيضًا «الصرعَ الحقيقي» «ذهانًا»، ووصف «الذهانات الثلاثة الرئيسية» بأنها الفصام والصرع ومرض الهوس الاكتئابي (الاضطراب ثنائي القطب).

### علم الوراثة الطبية
في مجال علم الوراثة الطبية، يُستخدم مصطلح «متلازمة» على نحو تقليدي فقط عندما يكون السبب الوراثي الأساسي معروفًا. وهكذا، يُعرف التثالث الصبغي 21 باسم متلازمة داون.
كان يُشار إلى متلازمة تشارج في كثير من الأحيان باسم «ترابط تشارج» حتى عام 2005. غُيّر الاسم عندما اكتُشف الجين المسبب الرئيسي للحالة (سي إتش دي 7). لم يُحدد السبب المستبطن المتفق عليه لترابط فاكترل، ومن ثم لا يُشار إليه عادة بأنه «متلازمة».